# Краснопілля (Правдинський район)
Краснопі́лля (рос. Краснополье), до 1946 року — Хоенштайн (нім. Hohenstein) — селище в Правдинському районі Калінінградської області Російської Федерації. Входить до складу Правдинського міського поселення.